# Оберон (опера)
„Оберон“ (на английски: Oberon) е романтична опера на германския композитор Карл Мария фон Вебер, създадена и поставена за пръв път в Англия през 1826 година.
Либретото на Джеймс Планше е базирано на едноименната епична поема от 1780 година на Кристоф Мартин Виланд, която от своя страна интерпретира средновековния романс за Хуон от Бордо. В центъра на сюжета са премеждията на рицаря Хуон от Бордо, който отива в Багдад, отвлича дъщерята на халифа и претърпява корабокрушение в Средиземно море, но е подпомаган от митичния крал на феите Оберон.
„Оберон“ е последната опера на Фон Вебер, който умира няколко седмици след премиерата ѝ в „Ковънт Гардън“.